# Franz Kotta
Johann Friedrich Franz Kotta (* 21. Februar 1758 in Hildburghausen; † 7. August 1821 in Rudolstadt) war ein deutscher Künstler, Maler und Porzellanmodelleur.

## Leben
Kotta war der Sohn des Soldaten Johann Christoph Kotte und seiner Frau Anna Barbara (geborene Dietmann). Von 1773 bis 1778 lernte und arbeitete Kotta in der Porzellanmanufaktur Kloster Veilsdorf. 1778 floh er wegen einer Liebesaffäre zur Porzellanmanufaktur Großenbreitenbach, noch im gleichen Jahr ging er zur Hofkonditorei in Gotha.
1779 wurde Kotta Universitäts-Zeichner in Göttingen, blieb dort jedoch nur kurze Zeit, bevor er noch im selben Jahr zur Porzellanmanufaktur in Gotha ging. 1781 wechselte Kotta zur Porzellanmanufaktur in Volkstedt, wo er 1788 Modellmeister wurde. 1791 wurde Kotta Hofmaler in Rudolstadt und Kunstberater des Fürsten Ludwig Friedrich II. von Schwarzburg Rudolstadt. Hier stattete er Räume des Residenzschlosses aus und unterrichtete im Zeichnen und Modellieren.

## Familie
Kotta war zweimal verheiratet:
- 8. Mai 1781 mit Anna Elisabeth Juliana (geborene Arnold, * ca. 1758, † 18. Oktober 1797), Tochter des Johann Heinrich Ernst Arnold (Hauptmann des Bürgerbataillons in Gotha)
  - Heinrich Kotta (1791–1856) wurde ebenfalls Hofmaler in Rudolstadt.
  - fünf weitere Kinder
- 21. November 1798 mit Margaretha Wilhelmina (geborene Leidner, * 20. Juni 1765, † 21. September 1841), Tochter des Johann Peter Leidner (fürstlicher Kammerlakai und Hofschneider) und Sophia Christiane Couvely
  - ein Kind